# Tom Ozanich
Tom Ozanich (* in New York City, New York) ist ein US-amerikanischer Toningenieur.

## Leben und Wirken
Tom Ozanich studierte Telecommunications & Film an der San Diego State University und schloss sein Studium mit einem Bachelor of Science ab.
Er arbeitete zunächst im Bereich Musik und Radio, bevor er sich der Tongestaltung und der Arbeit als Toningenieur in der Postproduktion zuwandte. Zunächst arbeitete Ozanich für Soundelux und Danetracks, bevor er 2008 zu Warner Bros. wechselte. Dort arbeitet er als Re-Recording Mixer sowohl an Filmen als auch an Videospielen wie zum Beispiel Need for Speed: Undercover, Batman: Arkham Asylum, Need for Speed: Shift, Need for Speed: Shift 2 Unleashed. Auch ist er Mitglied der Motion Pictures Editors Guild.
2019 wurde Ozanich für seine Arbeit am Film A Star is Born gemeinsam mit Dean A. Zupancic, Jason Ruder und Steven A. Morrow für den Oscar in der Kategorie Bester Ton nominiert. Im darauffolgenden Jahr erhielt er eine erneute Nominierung in der gleichen Kategorie für den Film Joker, gemeinsam mit Dean A. Zupancic und Tod A. Maitland. Bei der Oscarverleihung 2024 erhielt Ozanich gleich zwei Nominierungen in der Kategorie Bester Ton, sowohl für The Creator, als auch für Maestro.

## Filmografie (Auswahl)
- 2000: Final Destination
- 2001: The One
- 2002: Blade II
- 2003: Open Water
- 2004: Kill Bill – Volume 2
- 2004: Godsend
- 2005: Serenity – Flucht in neue Welten (Serenity)
- 2005: Cool & Fool – Mein Partner mit der großen Schnauze (The Man)
- 2006: Unbekannter Anrufer (When a Stranger Calls)
- 2006: Bobby
- 2007: The Reaping – Die Boten der Apokalypse (The Reaping)
- 2007: Battle in Seattle
- 2008: Crips and Bloods
- 2008: Der unglaubliche Hulk (The Incredible Hulk)
- 2008: Mirrors
- 2008: Rock N Rolla (RocknRolla)
- 2008: Punisher: War Zone
- 2009: Paper Man – Zeit erwachsen zu werden (Paper Man)
- 2009: Party Animals 3 – Willkommen auf der Uni (Van Wilder: Freshman Year)
- 2009: Verrückt nach Steve (All About Steve)
- 2009: Whiteout
- 2010: The Losers
- 2010: Kiss & Kill
- 2011: Bulletproof Gangster
- 2011: That’s What I Am
- 2011: Answer This!
- 2011: Inside Out
- 2012: Project X
- 2012: Gottes General – Schlacht um die Freiheit (For Greater Glory)
- 2012: Apparition – Dunkle Erscheinung (The Apparition)
- 2012: The Factory
- 2012: Shootout – Keine Gnade (Bullet to the Head)
- 2013: House Party: Tonight’s the Night
- 2013: Prisoners
- 2013: Ender’s Game – Das große Spiel (Ender’s Game)
- 2014: 300: Rise of an Empire
- 2014: Bad Neighbors
- 2014: Lucky Stiff
- 2014: The Loft
- 2014: American Sniper
- 2014: Seventh Son
- 2015: Jupiter Ascending
- 2015: Königin der Wüste (Queen of the Desert)
- 2015: Sicario
- 2015: Sense8 (Fernsehserie, 10 Folgen)
- 2015: Hidden – Die Angst holt dich ein
- 2015–16: Limitless (Fernsehserie, 4 Folgen)
- 2016: Central Intelligence
- 2016: War Dogs
- 2016: Sully
- 2016: Live by Night
- 2018: Tully
- 2018: How to Party with Mom (Life of the Party)
- 2018: A Star Is Born
- 2018: Creed II – Rocky’s Legacy (Creed II)
- 2019: Godzilla II: King of the Monsters
- 2019: Joker
- 2019: Dolemite Is My Name
- 2019: Der Fall Richard Jewell (Richard Jewell)
- 2019: 6 Underground
- 2020: The High Note
- 2021: Der Prinz aus Zamunda 2 (Coming 2 America)
- 2021: Godzilla vs. Kong
- 2021: They Want Me Dead
- 2021: Cry Macho
- 2022: Ambulance
- 2022: The Orville (Fernsehserie, 3 Folgen)
- 2022: Smile – Siehst du es auch? (Smile)
- 2022: Black Adam
- 2023: Creed III – Rocky’s Legacy (Creed III)
- 2023: Die letzte Fahrt der Demeter (The Last Voyage of the Demeter)
- 2023: Maestro
- 2023: The Creator